# Fons Bastijns
Fons Bastijns (Bruges, 28 gennaio 1947 – Bruges, 15 novembre 2008) è stato un calciatore belga, di ruolo difensore.

## Carriera
Con il Club Bruges vinse 5 campionati belgi (1973, 1976, 1977, 1978, 1980) e 2 Coppe di Belgio (1970, 1977). Era il capitano dei neroblù che raggiunsero la finale di Coppa dei Campioni nel 1978 contro il Liverpool, e che in precedenza segnò la prima rete della vittoriosa semifinale di ritorno contro la Juventus.

## Palmarès

### Club

#### Competizioni nazionali
- Campionato belga: 5

Bruges: 1972-1973, 1975-1976, 1976-1977, 1977-1978, 1979-1980
- Supercoppa del Belgio: 1

Bruges: 1980

## Statistiche

### Cronologia presenze e reti in nazionale
| Cronologia completa delle presenze e delle reti in nazionale ― Belgio | Cronologia completa delle presenze e delle reti in nazionale ― Belgio | Cronologia completa delle presenze e delle reti in nazionale ― Belgio | Cronologia completa delle presenze e delle reti in nazionale ― Belgio | Cronologia completa delle presenze e delle reti in nazionale ― Belgio | Cronologia completa delle presenze e delle reti in nazionale ― Belgio | Cronologia completa delle presenze e delle reti in nazionale ― Belgio | Cronologia completa delle presenze e delle reti in nazionale ― Belgio |
| Data                                                                  | Città                                                                 | In casa                                                               | Risultato                                                             | Ospiti                                                                | Competizione                                                          | Reti                                                                  | Note                                                                  |
| --------------------------------------------------------------------- | --------------------------------------------------------------------- | --------------------------------------------------------------------- | --------------------------------------------------------------------- | --------------------------------------------------------------------- | --------------------------------------------------------------------- | --------------------------------------------------------------------- | --------------------------------------------------------------------- |
| 15-11-1970                                                            | Bruxelles                                                             | Belgio                                                                | 1 – 2                                                                 | Francia                                                               | Qual. Euro 1972                                                       | -                                                                     |                                                                       |
| 31-10-1973                                                            | Anderlecht                                                            | Belgio                                                                | 2 – 0                                                                 | Norvegia                                                              | Qual. Mondiali 1974                                                   | -                                                                     |                                                                       |
| 26-3-1977                                                             | Anversa                                                               | Belgio                                                                | 0 – 2                                                                 | Paesi Bassi                                                           | Qual. Mondiali 1978                                                   | -                                                                     |                                                                       |
| Totale                                                                |                                                                       | Presenze                                                              | 3                                                                     |                                                                       | Reti                                                                  | 0                                                                     |                                                                       |